# Haidoș, Ujhorod
Haidoș (în ucraineană Гайдош) este un sat în comuna Kîblearî din raionul Ujhorod, regiunea Transcarpatia, Ucraina.

## Demografie
Componența lingvistică a localității Haidoș
     Ucraineană (98,9%)
     Rusă (1,1%)
Conform recensământului din 2001, majoritatea populației localității Haidoș era vorbitoare de ucraineană (98,9%), existând în minoritate și vorbitori de rusă (1,1%).